# きかんしゃトーマス ミスティアイランド レスキュー大作戦!!
『きかんしゃトーマス ミスティアイランド レスキュー大作戦!!』（ - だいさくせん、Misty Island Rescue）は、テレビシリーズ『きかんしゃトーマス』の長編映画シリーズ第5作目の作品である。

## 概要
『伝説の英雄』に続くフル3DCG製作による長編の2作目の作品である。トーマスがソドー島を飛び出し、謎の島「ミスティアイランド」で3台の機関車と共に繰り広げる冒険の物語となっており、従来の作品では深堀されていなかったトップハム・ハット卿の鉄道マンとしての面も強調されている内容となっている。前長編作に比べ登場キャラクターが多く、オープニング、エンディングでは前長編作と異なり本作用に作られた主題歌、挿入歌が使用される。主題歌「Misty Island Rescue」は、ミスティアイランドのイメージに合わせたカントリー・ミュージックテイストの楽曲になっている。

## 日本での公開
日本では、2011年4月23日より全国の劇場で一斉ロードショーされた（一部劇場を除く）。オードリー牧師生誕100周年に因み、双子の新キャラクター「バッシュ」「ダッシュ」の声優に漫才コンビ「オードリー」がゲスト声優として起用された。
前長編作のパンフレットはリーフレット形式のものだったが、本作より製本されたパンフレットとなり、関連グッズも多く販売された。同年秋にDVDが発売され、2012年1月9日にはNHK Eテレにてテレビ放送された。

## あらすじ
ソドー島では、事故車や遭難者などの救助と火災の消火活動を目的としたレスキューセンターが建設されていた。レスキューセンターの建物には「ジョビの木」という丈夫な木材が使われている。トップハム・ハット卿は「1番よく働いた機関車に木を運ぶ仕事を与える」と命令を出すが、ディーゼルはその命令を破って勝手に木を運んでしまい、スピードを上げたあげく、未完成の橋から木を海に落としてしまう。自分まで橋から落ちそうになったディーゼルはトーマスに救助され、その褒美として、トーマスはイギリス本土から船に乗ってジョビの木を取ってくる仕事を与えられる。ところがその夜、トーマスの乗った艀と船を繋ぐ鎖が切れてしまい、翌朝トーマスが着いたのは、霧に包まれた謎の島「ミスティアイランド」だった。彼はそこで3台の機関車と出会い、トーマスは彼らの力を借りながらソドー島へ帰る方法を探す。

## 用語
ジョビの木（Jobi wood / Jobi logs）
レスキューセンターの建物に使われている木。とても丈夫で貴重な木で、日本とミスティアイランドでしか採れない。

## 地名
ミスティアイランド（Misty Island）
「ミスティアイランド」を参照。
ソドー・レスキューセンター（Sodor Search and Rescue Center / the Search and Rescue Center）
ソドー島に新しくできたレスキューセンター。事故車や遭難者などの救助と火災の消火活動を目的として建設された。イギリス本土に本部があるらしい。建材には丈夫なジョビの木を使っている。これまでレスキューセンターに配属されたキャラクターは、建設当初（本作）→ハロルド、ロッキー、キャプテン、長編第6作→ベル、フリン、第15シーズン→ブッチである。
トンネル（Misty Island tunnel / the tunnel）
レスキューセンター付近に入り口があるトンネル。海底トンネルで、ミスティアイランドまで繋がっている。いつ頃、誰が掘削したのかは不明。距離も正確には分かっていないが、トンネルを走ったウィフ、パーシー、トーマスが相当疲れていたほどの長さではある。トンネルの途中には固い壁があったが、ウィフとパーシーによって破壊された。長く使われていなかったトンネルだが、レスキューセンター開設と同時に正式オープンした。それ以来、ソドー島とミスティアイランドを結ぶ重要なトンネルとなった。

## 登場キャラクター

### 蒸気機関車
トーマス
英国吹き替え - ベン・スモール
米国吹き替え - マーティン・シャーマン
日本吹き替え - 比嘉久美子
青い小型タンク機関車。
本作の主人公。橋から落ちそうになっていたディーゼルを助けた功績が認められ、イギリス本土まで船でジョビの木を取りに行く事となる。船内が貨物でいっぱいだった為、小さな艀に乗っていく事になるが、その夜、船と艀を繋ぐ鎖が切れてしまう。翌朝トーマスは、霧に包まれた謎の島「ミスティアイランド」に漂着し、3台の機関車と出会う。
エドワード
英国吹き替え - キース・ウィッカム
米国吹き替え - ウィリアム・ホープ
日本吹き替え - 佐々木望
青い中型テンダー機関車。
トーマスを助ける為、ゴードン、ジェームスと共に船でミスティアイランドへ向かう。長年ソドー島にいるため、ソルティーからミスティアイランドの話を聞かされた時は「ずいぶん前に聞いたことがある」と言っていた。
ヘンリー
英国吹き替え - キース・ウィッカム
米国吹き替え - ケリー・シェイル
日本吹き替え - 金丸淳一
黄緑の大型テンダー機関車。
ソドー島へ帰ってきたトーマス達6台を、トビー、エミリーと共に出迎える。
ゴードン
英国吹き替え - キース・ウィッカム
米国吹き替え - ケリー・シェイル
日本吹き替え - 三宅健太
青い大型テンダー機関車。
トーマスを助ける為、エドワード、ジェームスと共に船でミスティアイランドへ向かう。
ジェームス
英国吹き替え - キース・ウィッカム
米国吹き替え - ケリー・シェイル
赤い中型テンダー機関車。
トーマスを助ける為、エドワード、ゴードンと共に船でミスティアイランドへ向かう。
イギリス版及びアメリカ版では台詞があるが日本版ではカットされている。
パーシー
英国吹き替え - キース・ウィッカム
米国吹き替え - マーティン・シャーマン
日本吹き替え - 神代知衣
黄緑の小型タンク機関車。
親友トーマスが行方不明になったと聞いてとても心配する。その後、ミスティアイランドから出ている発煙信号を発見したのをきっかけに、ウィフと共に海底トンネルを通ってトーマスを助けに行く。
トビー
英国吹き替え - ベン・スモール
米国吹き替え - ウィリアム・ホープ
茶色い小型路面機関車。
ソドー島へ帰ってきたトーマス達6台を、ヘンリー、エミリーと共に出迎える。
エミリー
英国吹き替え - テレサ・ギャラガー
米国吹き替え - ジュール・デ・ヨング
日本吹き替え - 山崎依里奈
エメラルドグリーンの中型テンダー機関車。
ソドー島へ帰ってきたトーマス達6台を、ヘンリー、トビーと共に出迎える。
ウィフ
英国吹き替え - キース・ウィッカム
米国吹き替え - ウィリアム・ホープ
日本吹き替え - 河杉貴志
深緑の小型タンク機関車。
ミスティアイランドや海底トンネルについて詳しい。パーシーと共に海底トンネルを通ってトーマスを助けに行く。
ヒロ
英国・米国吹き替え - 伊川東吾
日本吹き替え - 玄田哲章
黒い大型テンダー機関車。
ジョビの木を見ているトーマスに、この木は自分の故郷・日本ともう1つの場所（ミスティアイランド）でしか採れないと説明する。

#### 新キャラクター
バッシュ
英国吹き替え - マット・ウィルキンソン
米国吹き替え - ケリー・シェイル
日本吹き替え - 若林正恭 (オードリー)
灰色の小型タンク機関車。
ミスティアイランドに住んでいる、ダッシュと双子のタンク機関車。薪と油で動く。ボイラー部分が灰色で、機関室部分がオレンジ色。陽気な性格で、楽しい事が大好き。
通常のテレビシリーズ及び地上波放送版では佐々木啓夫が声優を務めている。
ダッシュ
英国吹き替え - キース・ウィッカム
米国吹き替え - ウィリアム・ホープ
日本吹き替え - 春日俊彰 (オードリー)
オレンジの小型タンク機関車。
ミスティアイランドに住んでいる、バッシュと双子のタンク機関車。薪と油で動く。ボイラー部分がオレンジ色で、機関室部分が灰色。陽気な性格で、楽しい事が大好き。
通常のテレビシリーズ及び地上波放送版では酒巻光宏が声優を務めている。
ファーディナンド
英国吹き替え - ベン・スモール
米国吹き替え - グレン・ウレッジ
日本吹き替え - 坂口候一
青緑の大型テンダー機関車。
ミスティアイランドに住んでいるテンダー機関車。薪と油で動く。青緑色。のんびりとした性格で、「その通り！」が口癖。

### ディーゼル機関車
ディーゼル
英国吹き替え - ケリー・シェイル
米国吹き替え - マイケル・ブランドン
日本吹き替え - ケン・サンダース
黒い小型ディーゼル機関車。
ジョビの木を運搬する仕事を許可無く行った為、トーマスに追跡される。トーマスから逃げようとスピードを上げたことにより、案の定レスキューセンター付近にある建設中の橋から木を落とし、自分自身も落ちそうになってしまうが、追いついたトーマスに救助され、九死に一生を得た。
ソルティー
英国・米国吹き替え - キース・ウィッカム
日本吹き替え - 石野竜三
赤茶色の小型ディーゼル機関車。
船の準備が出来るのを待っているトーマスと仲間達に、謎の島「ミスティアイランド」に関する話を始める。この時に彼が発煙信号について話した事が、後にトーマスが助かるヒントとなり、ソルティー自身もトーマスの発煙信号を目撃する事となる。
ディーゼル10
英国・米国吹き替え - マット・ウィルキンソン
日本吹き替え - 黒田崇矢
黄土色の大型ディーゼル機関車。
ラストで登場。高い丘の上からレスキューセンターのトーマス達を見下ろして不気味な笑いを残す、次回作への引き役。『みんなあつまれ!しゅっぱつしんこう』と声優が変更されている。

### 高山鉄道の機関車
ビクター
英国吹き替え - マット・ウィルキンソン
米国吹き替え - デヴィッド・ベデラ
日本吹き替え - 坂口候一
赤い小型タンク機関車。
整備工場にやって来たバッシュ達3台を綺麗に整備する。

### クレーン車
ロッキー
英国吹き替え - マット・ウィルキンソン
米国吹き替え - ウィリアム・ホープ
日本吹き替え - 河本邦弘
赤い大型クレーン車。
本作よりレスキューセンターに配属され、センターには彼専用の車庫も設置された。本作以降はレスキューセンターにいる事が多くなる。

### 自動車
ケビン
英国吹き替え - マット・ウィルキンソン
米国吹き替え - ケリー・シェイル
日本吹き替え - 河杉貴志
黄色い小型クレーン。
整備工場にやってきたバッシュ達3台に回転技を披露しようとするが、失敗して横転してしまう。

### ヘリコプター
ハロルド
英国吹き替え - キース・ウィッカム
米国吹き替え - ケリー・シェイル
日本吹き替え - 羽多野渉
白いヘリコプター。
本作よりレスキューセンターに配属され、センターには彼専用のヘリポートと車庫も設置された。本作ではトーマスを見つけようと尽力する。また本作以降はレスキューセンターにいる事が多くなる。

### 船
ソドー・ライン
　ゴードン、ジェームス、エドワード、トップハム・ハット卿をミスティアイランドに連れて行った蒸気船（貨物船）。

#### 新キャラクター
キャプテン
英国・米国吹き替え - キース・ウィッカム
日本吹き替え - 速水けんたろう（劇場公開版）→宇垣秀成（DVD版およびTVシリーズ）（速水の人身事故により撮り直された）
青い救命ボート。
上半分が黄色、下半分が青い救命ボート。明るい性格で、ハロルドやロッキーと共にレスキューセンターに配属された。本作ではトーマスを見つける為にトップハム・ハット卿を乗せて奔走する。

### クレーン
クランキー
英国吹き替え - マット・ウィルキンソン
米国吹き替え - グレン・ウレッジ
日本吹き替え - 黒田崇矢
灰緑の大型クレーン。
イギリス本土へ行くトーマスを見送る。後にトーマスが行方不明になった際には、背が高いのを生かして海に彼がいないか探した。その後、パーシー、ソルティーと共に、ミスティアイランドから出ている発煙信号を目撃する。

#### 新キャラクター
オールド・ウィージー
日本吹き替え - 金光宣明
茶色いクレーン。
ミスティアイランドにある古い木造クレーン。無人運転と思われる。荷物（主にジョビの木）を出鱈目な方向に投げ飛ばす癖があり、バッシュ達は気にしていないが（むしろ楽しんでいる）、トーマスは嫌っている。日本語版では「ウィヒヒハー!」と奇声を発する。
ヒーホー
日本吹き替え - 金光宣明
茶色いクレーン。
ミスティアイランドにある古い木造クレーン。油を大量に消費するので長く使われていなかったが、オールド・ウィージーを嫌うトーマスの提案で再び使われ始めた。が、この事が後にトーマス達4台を窮地に追い込む事となる。日本語版では「ホッホホホヒーホー!」と奇声を発する。

### 人物
トップハム・ハット卿
英国吹き替え - キース・ウィッカム
米国吹き替え - ケリー・シェイル
日本吹き替え - 納谷六朗
ソドーの局長。
許可無くジョビの木の運搬を行ったディーゼルを叱り、トーマスに褒美としてイギリス本土へ行く仕事を与える。トーマスが行方不明になったと聞いた際はとても心配し、自分自身もキャプテンに乗ってトーマスを捜索する。その後エドワード、ゴードン、ジェームスと共に船でミスティアイランドへ行く。ミスティアイランドで帽子を無くしてしまうが、トーマスに対し「帽子の代わりはいくらでもあるが、トーマスには代わりがいない」という台詞を残した。

### 脇役
スペンサー
銀色の大型テンダー機関車。
ボックスフォード公爵のイギリス本土での仕事の為、船に乗って本土に戻ることになる。この時、船に接続された小さな艀にトーマスが乗せられる。
ロージー
ピンク色の小型タンク機関車。
スタンリー
銀色の小型タンク機関車。
メイビス
黒い小型ディーゼル機関車。
バーティー
赤い小型バス。
ブッチ
黄色い大型レッカー車。
トップハム・ハット卿夫人
トップハム・ハット卿の妻。
マッコールさん
ソドー島の農場。
ブラス・バンド
ソドー島のブラス・バンド。
ボックスフォード公爵夫妻
ボックスフォード公爵の妻。
ミスター・パーシバル
高山鉄道の局長。
トロッターさん
ソドー島の農場。